# Euhypena
Euhypena là một chi bướm đêm thuộc họ Erebidae.